# Esmeralda (1896)
Esmeralda – krążownik pancerny Marynarki Chile z przełomu XIX i XX wieku, zbudowany w Wielkiej Brytanii. Pojedynczy okręt tego typu. Służył do lat 30. XX wieku, nie biorąc udziału w działaniach wojennych. Był czwartym okrętem o tej nazwie.

## Historia
Od lat 80. XIX wieku Chile zaczęło nabywać dla swojej marynarki wojennej nowoczesne krążowniki, przede wszystkim budowane w przodującej w świecie brytyjskiej stoczni Armstrong Mitchell (od 1897 roku: Armstrong Whitworth) w Elswick (dzielnica Newcastle upon Tyne). Początkowo były to krążowniki pancernopokładowe, zaczynając od pierwszego krążownika o tradycyjnej dla chilijskiej floty nazwie „Esmeralda”, wodowanego w 1883 roku. 15 listopada 1894 roku krążownik ten został sprzedany Japonii, po czym Chile ogłosiło przetarg na budowę nowego krążownika pancernopokładowego o wyporności 4800 ton, zwiększonej następnie do 6000 ton. 15 maja 1895 roku zlecono budowę okrętu również stoczni Armstronga. 4 lipca 1895 roku położono stępkę pod budowę okrętu. Głównym projektantem był sir Philip Watts. W lipcu tego roku Chile wniosło jednak o zmianę projektu i zbudowanie zamiast tego krążownika pancernego, wyposażonego w pancerz burtowy, na co stocznia wyraziła zgodę. W tym czasie krążowniki pancerne były jeszcze stosunkowo mało rozpowszechnioną klasą okrętów na świecie, a marynarka brytyjska nie zamawiała takich okrętów dla siebie. Kadłub wodowano 14 kwietnia 1896 roku. Okręt ukończono już 4 września 1896 roku. Według jednak niektórych publikacji z epoki, okręt ukończono w 1897 roku.
Otrzymał tradycyjną dla marynarki Chile nazwę „Esmeralda” jako czwarty okręt z kolei .
W chwili budowy krążownik „Esmeralda” wywarł duże wrażenie w kręgach fachowych, uznawany za jeden z najsilniejszych krążowników na świecie, przenoszący wyjątkowo silne uzbrojenie jak na okręt tej wielkości, w całości z szybkostrzelnych dział. Oceniano nawet, że energia ognia, jaki może być wystrzelony na minutę, jest „większa, niż w jakimkolwiek pływającym okręcie”.

## Opis

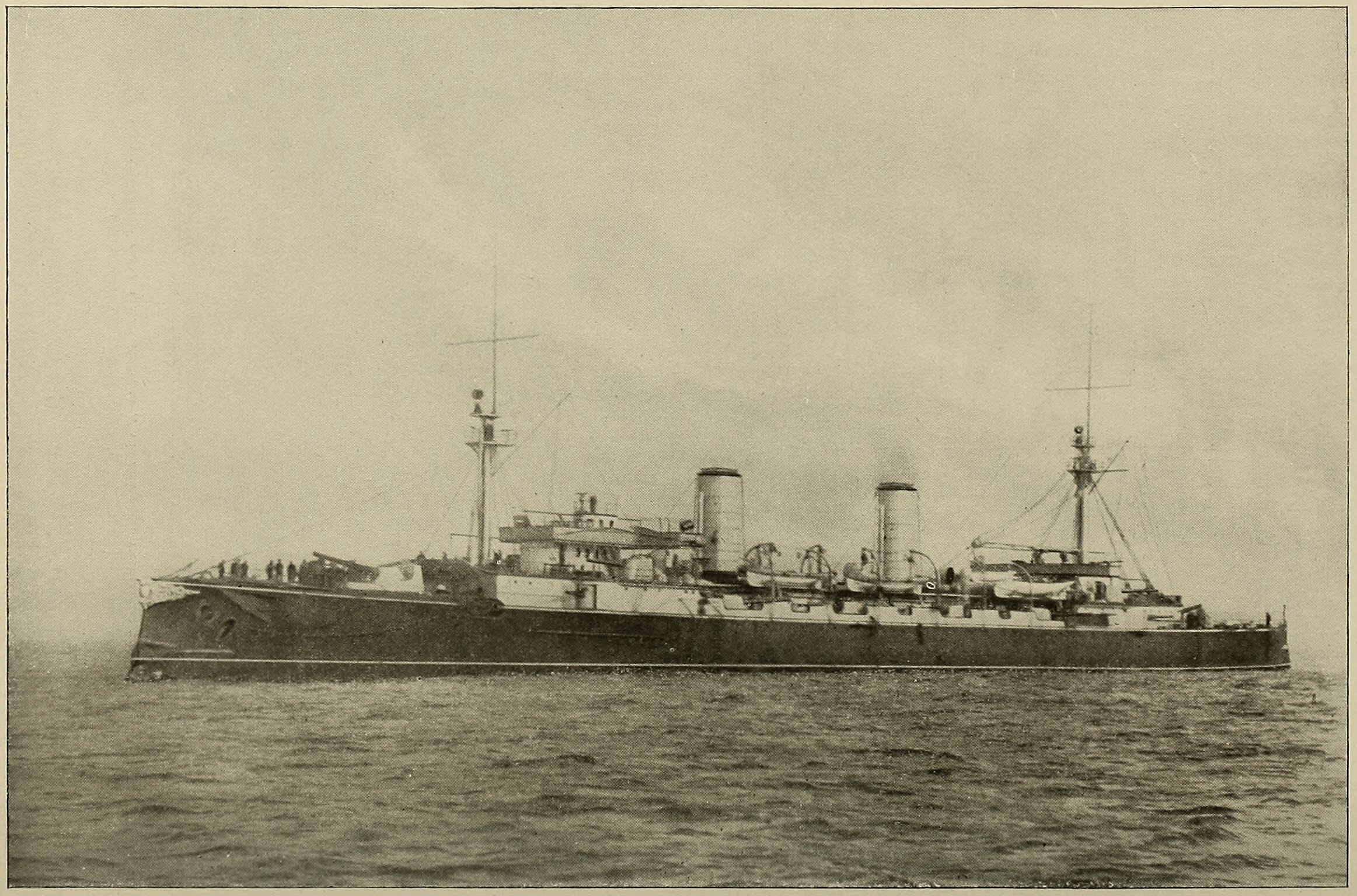
„Esmeralda” w latach 1896-97

Okręt miał kadłub gładkopokładowy, z dziobem taranowym. Charakterystycznym elementem sylwetki były dwa szeroko rozstawione proste kominy na śródokręciu. Na większości długości okrętu ciągnęła się jednokondygnacyjna pokładówka z dość rozłożystą piramidową nadbudówką dziobową z mostkiem oraz niską nadbudówką rufową. Wzdłuż pokładówki ciągnęły się nadburcia, za którymi ustawiono działa burtowe. Sylwetkę uzupełniały dwa palowe proste maszty z marsami bojowymi, szeroko rozstawione blisko krańców okrętu, przy czym maszt dziobowy znajdował się przed mostkiem. Kadłub dzielił się na 18 przedziałów wodoszczelnych. Dno było pokryte z zewnątrz deskami i blachą miedzianą.
Wyporność normalna okrętu była podawana jako 7000 ton angielskich. Długość całkowita wynosiła 142,72 m, a między pionami 132,89 m. Szerokość wynosiła 16,21 m, a zanurzenie średnie 6,17 m. 
Załoga okrętu nominalnie była określana jako 500 osób. Inne publikacje wymieniają 513 osób załogi.

### Uzbrojenie
Artylerię główną stanowiły dwa działa kalibru 203 mm (8 cali) i 16 dział kalibru 152 mm (6 cali), umieszczone w pojedynczych stanowiskach na pokładzie, chronione maskami pancernymi. Działa kalibru 203 mm (dokładnie 203,3 mm) o długości lufy 40 kalibrów (L/40) stanowiły armaty eksportowego wzoru P Armstronga (Pattern P). Ich długość lufy wynosiła 8197 mm i strzelały pociskami o masie 113,4 kg. Umieszczone były w osi symetrii okrętu, na pokładzie dziobowym i rufowym, z szerokim polem ostrzału. Działa kalibru 152 mm (dokładnie 152,4 mm), również o długości lufy L/40, stanowiły armaty eksportowego wzoru W2 Armstronga. Ich długość lufy wynosiła 6096 mm i strzelały pociskami o masie 45,4 kg. Rozmieszczone były po osiem na każdej z burt, w tym sześć na pokładzie i po jednym na dolnej kondygnacji nadbudówki dziobowej i rufowej, ponad skrajnymi działami pokładowymi. Teoretycznie ogień na wprost w kierunku dziobu i rufy mogło prowadzić jedno działo 203 mm i cztery działa 152 mm, lecz w praktyce mogło to być utrudnione z uwagi na podmuch wystrzałów. Około 1910 roku usunięto cztery działa kalibru 152 mm z pokładów nadbudówek, pozostawiając 12 dział tego kalibru.
Uzbrojenie pomocnicze stanowiło przede wszystkim osiem pojedynczych dział kalibru 76,2 mm (12-funtowych) Armstrong N L/40. Uzupełniały je lżejsze działa, lecz publikacje są rozbieżne w tym zakresie; według jednej z wersji było to dziewięć dział kalibru 57 mm (6-funtowych) systemu Hotchkissa L/40 i dwa działa kalibru 47 mm (3-funtowe) Hotchkiss L/40. Trzy spośród dział 76 mm na każdej z burt były rozmieszczone na pokładzie na śródokręciu pomiędzy działami kalibru 152 mm, a rufowa para była umieszczona na pokładzie nadbudówki rufowej przed umieszczoną tam parą dział kalibru 152 mm. Lżejsze działa był umieszczone na nadbudówkach i marsach bojowych oraz w stanowiskach burtowych na dziobie i rufie. Okręt przenosił też 4 lub 8 karabinów maszynowych Maxima.
Broń podwodną stanowiły trzy wyrzutnie torpedowe kalibru 450 mm (nominalnie 18 cali), z tego jedna stała nadwodna w stewie dziobowej i dwie podwodne w burtach.

### Opancerzenie

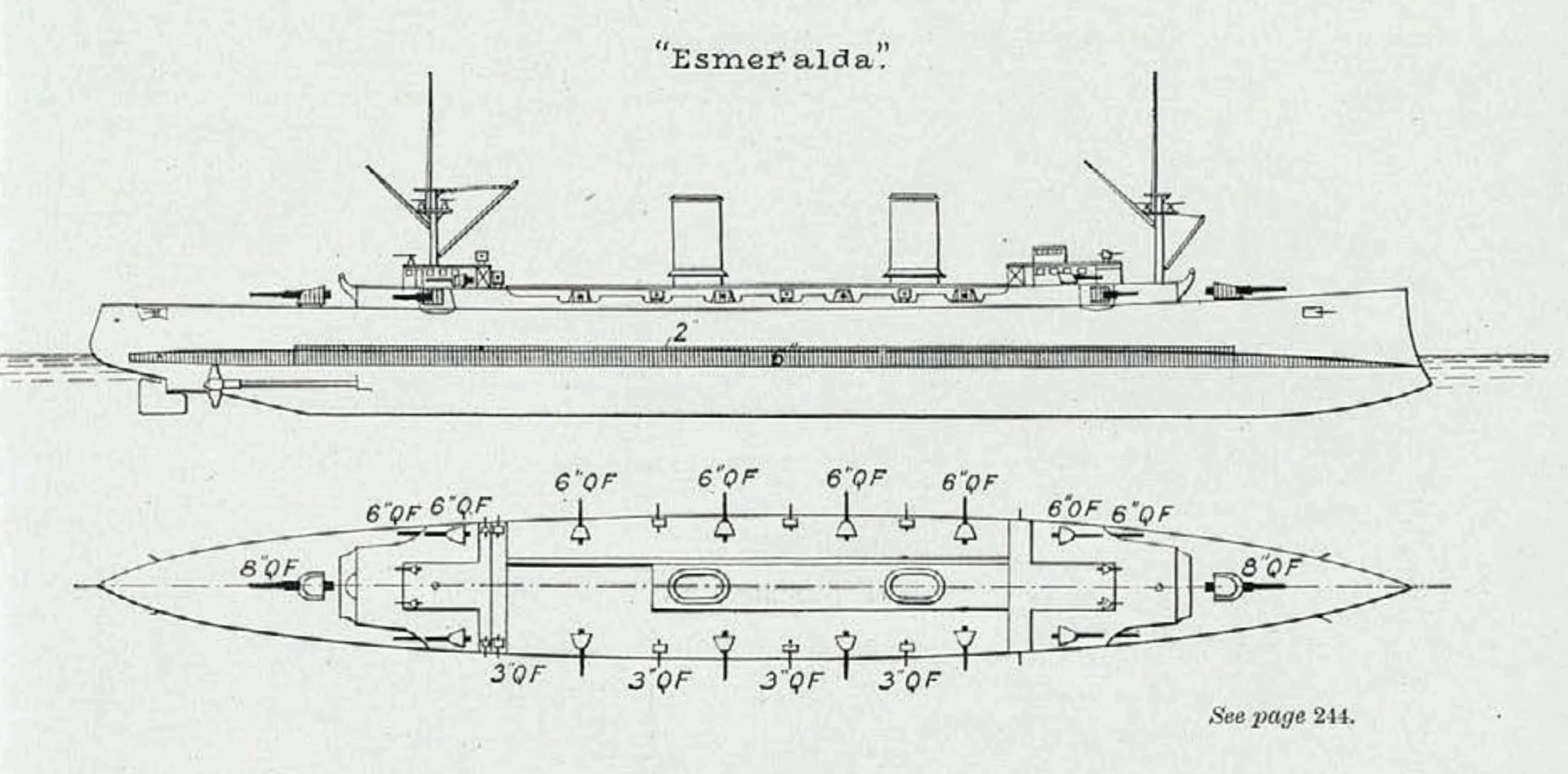
Schemat opancerzenia i rozmieszczenia uzbrojenia

Opancerzenie pionowe było wykonane ze stali Harveya. Burty były chronione tylko przez główny pas pancerny w rejonie linii wodnej o grubości 152 mm (6 cali). Miał on długość 100 metrów (328 stóp) i wysokość 213 cm, z tego 61 cm znajdowało się powyżej linii wodnej, a 152 mm poniżej. Rozciągał się na większości długości okrętu, od działa dziobowego do rufowego. Na końcach pas zamknięty był grodziami poprzecznymi o grubości również 152 mm, tworzącymi cytadelę. Oprócz pasa pancernego okręt miał wewnętrzny pokład pancerny w rejonie linii wodnej, z bocznymi skosami dochodzącymi do burt przy dolnej krawędzi pasa pancernego. W rejonie chronionym przez pas pancerny pokład miał grubość 38 mm, zarówno w części płaskiej i na skosach, a poza pasem na dziobie i rufie miał grubość 51 mm. Dodatkową ochronę przeciw pociskom wybuchowym i małokalibrowym stanowiły zasobnie węglowe nad skosami pokładu pancernego i pasem pancernym w rejonie siłowni.
Maski dział artylerii głównej (203 mm i 152 mm) były wykonane z płyt pancernych grubości 114 mm. Takiej samej grubości pancerzem były chronione też szyby amunicyjne wiodące spod pokładu pancernego. Najgrubszy pancerz 203 mm miała wieża dowodzenia.

### Napęd
Okręt napędzały dwie czterocylindrowe pionowe maszyny parowe potrójnego rozprężania (VTE) firmy Humphrys Tennant & Co, poruszające dwie śruby. Parę wytwarzało sześć dwustronnych kotłów cylindrycznych (płomieniówkowych), opalanych węglem. Siłownia okrętowa miała projektową łączną moc indykowaną 16 000 hp przy ciągu naturalnym w kotłach, pozwalającą na osiąganie prędkości średniej 22,25 węzła. Na próbach okręt osiągnął moc indykowaną 16 000 hp i prędkość 23,05 węzła. Według innych źródeł, moc na próbach przy ciągu wymuszonym wynosiła 18 000 hp.
Normalny zapas węgla wynosił 550 ton, natomiast maksymalny 1347 ton. Zasięg określany był na 7200 Mm przy prędkości 10 węzłów.

## Służba

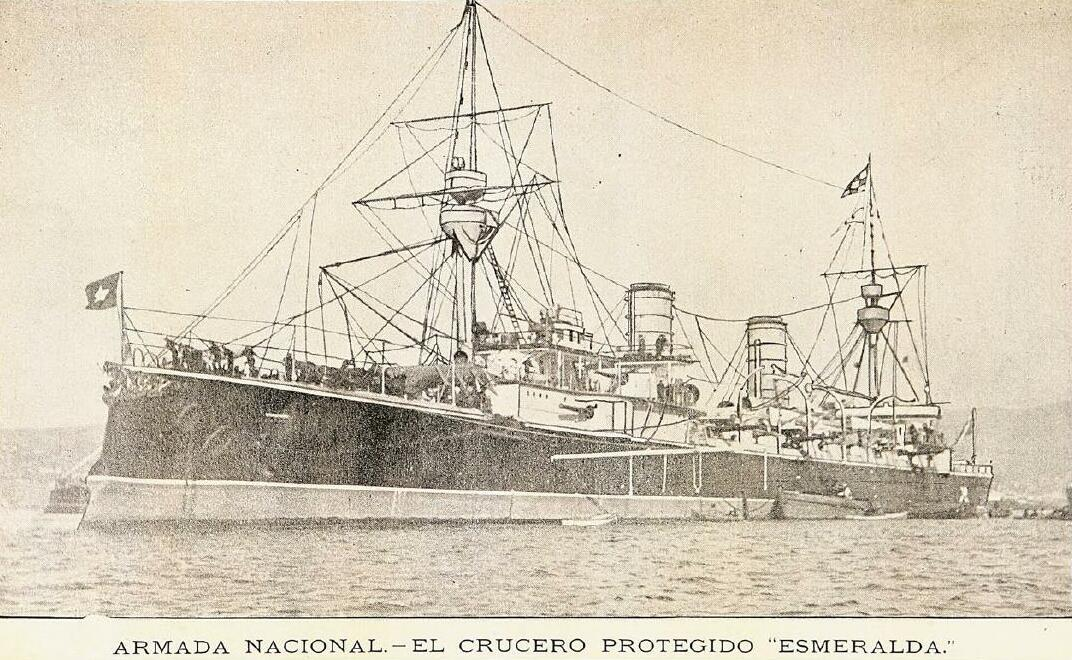
„Esmeralda” ok. 1903

Po wejściu do służby krążownik został okrętem flagowm Eskadry Ewolucji (Escuadra de Evoluciones).
18 grudnia 1907 roku „Esmeralda” brała udział z innymi krążownikami w transporcie wojsk z Valparaiso w celu stłumienia wystąpień robotników kopalni saletry w Iquique. 2 maja 1910 roku wraz z krążownikiem „O'Higgins” popłynął do Buenos Aires w celu wzięcia udziału w rewii morskiej z okazji stulecia Republiki Argentyńskiej, a 14 września wziął udział w rewii morskiej z okazji stulecia Chile .
W 1910 roku okręt został poddany modernizacji, podczas której wymieniono kotły cylindryczne na kotły wodnorurkowe Niclausse′a . Usunięto też wówczas cztery działa 152 mm z pokładów nadbudówek.
Okręt został wycofany ze służby w 1929 lub 1930 roku . Został złomowany w 1931 roku lub według innych źródeł 1933 roku .